# Suō-Ōshima
Suō-Ōshima (周防大島町, Suō-Ōshima-chō) est un bourg du district d'Ōshima, dans la préfecture de Yamaguchi ,au Japon.

## Géographie

### Situation
Le bourg de Suō-Ōshima est situé sur l'île de Yashiro dans la mer intérieure de Seto et est relié à Honshū par le pont Ōshima.

### Démographie
Au 1er avril 2014, la population de Suō-Ōshima s'élevait à 18 334 habitants, répartis sur une superficie de 138,17 km2.

## Histoire
La création de Suō-Ōshima date de 2004 après la fusion des anciens bourgs d'Ōshima, de Kuka, de Tachibana et de Tōwa.